# جفال راشد
جفال راشد (من مواليد 27 سبتمبر 1972)، لاعب كرة قدم قطري سابق وكان لاعب خط وسط لفريق السد. وكان أيضًا عضوًا في منتخب قطر لكرة القدم، فضلاً عن كونه قائد منتخب قطر الوطني.
حقق مع نادي السد الرياضي العديد والعديد من الإنجازات الخارجية والداخليه ومنها كأس الانديه العربية عام 2001 والرباعيه التاريخية التي حصدها الزعيم في موسم 2006-2007 م.
اعتزل رسميًا كرة القدم الاحترافية في مباراة وداع عام 2009 ضد نادي ميلان الإيطالي. يشغل حاليًا منصب مدير الفريق والمتحدث الرسمي باسم نادي السد منذ عام 2009. بالإضافة إلى ذلك، يلعب لفريق قطر لكرة القدم الشاطئية.

## روابط خارجية
- جفال راشد على موقع الاتحاد الدولي (مؤرشف)  (الإنجليزية)
- جفال راشد على موقع قاعدة بيانات كرة القدم.إي يو (الإنجليزية)
- جفال راشد على موقع ناشيونال فوتبول تيمز (الإنجليزية)
- جفال راشد على موقع عالم كرة القدم.نت (الإنجليزية)
- جفال راشد على موقع كووورة
- جفال راشد على موقع أوليمبيديا (الإنجليزية)